# تيد ويد
تيد ويد (بالإنجليزية: Ted Wade)‏ (29 سبتمبر 1901 ببلاكبول في المملكة المتحدة - ) هو لاعب كرة قدم بريطاني في مركز مهاجم داخلي. لعب مع نادي إكزتر سيتي ونادي بيرنلي ونادي ألدرشوت وNew Brighton A.F.C. ‏.